# Lysniewo
Lysniewo [wɨɕˈɲevɔ] (en alemán: Lißnau) es un pueblo ubicado en el distrito administrativo de Gmina Puck, dentro del Condado de Puck, Voivodato de Pomerania, en Polonia del norte. Se encuentra aproximadamente a 12 kilómetros al noroeste de Puck y a 52 kilómetros al norte de la capital regional Gdansk.
Para detalles de la historia de la región, véase Historia de Pomerania.
El pueblo tiene una población de sólo 45 habitantes.